# Blauort
Blauort es uno de los islotes de arena deshabitados de Alemania en el Mar del Norte, en la costa de Dithmarschen (cerca de Büsum), que mide unos 1.200 metros de norte a sur y 500 metros de este a oeste. Está rodeado por el banco de arena de Blauortsand, que está delimitado al norte por el arroyo del lago Wesselburener y al sur por el Piep.
Según la Oficina de parques nacionales de Schleswig-Holstein en Tönning, Blauort, al igual que el banco de arena de Tertius hacia el sur, pertenece a la parroquia de Hedwigenkoog. Sin embargo, el gobierno del estado de Schleswig-Holstein aún no ha oficializado esa condición.